# パパノフ (小惑星)
パパノフ (2480 Papanov) は小惑星帯にある小惑星。リュドミーラ・チェルヌイフがクリミア天体物理天文台で発見した。
ロシア人俳優のアナトリー・ドミトリエヴィッチ・パパノフに因んで名付けられた。